# Cửa hàng từ thiện

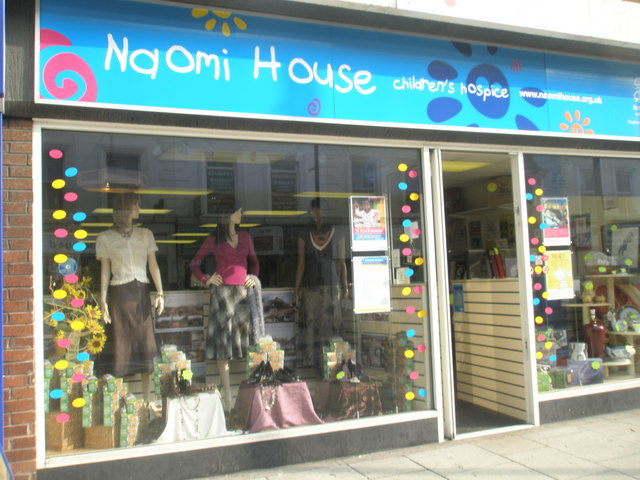
Một cửa hàng từ thiện ở Fareham, Hampshire, UK

Cửa hàng từ thiện hoặc cửa hàng tiết kiệm là một cơ sở bán lẻ được điều hành bởi một tổ chức từ thiện để quyên tiền. Cửa hàng từ thiện là một loại hình doanh nghiệp xã hội. Họ bán chủ yếu các mặt hàng đã qua sử dụng như quần áo, sách, album nhạc, DVD và đồ nội thất được tặng bởi các thành viên của cộng đồng và thường được các tình nguyện viên phục vụ. Bởi vì các mặt hàng để bán được lấy miễn phí và chi phí kinh doanh thấp, các mặt hàng có thể được bán với giá cạnh tranh. Sau khi chi phí được thanh toán, tất cả thu nhập còn lại từ việc bán hàng được sử dụng phù hợp với mục đích từ thiện đã nêu của tổ chức. Chi phí bao gồm mua và/hoặc khấu hao đồ đạc (giá treo quần áo, giá sách, quầy, v.v.), chi phí vận hành (bảo trì, phí dịch vụ đô thị, điện, nhiệt, điện thoại, quảng cáo hạn chế) và cho thuê hoặc thế chấp tòa nhà.

## Thuật ngữ
Cửa hàng từ thiện cũng có thể được gọi là các cửa hàng tiết kiệm (tại Hoa Kỳ và Canada), cửa hàng nhà tế bần, cửa hàng bán lại (một thuật ngữ tại Hoa Kỳ cũng bao gồm các cửa hàng uỷ thác), và Cửa hàng cơ hội (hoặc op) (tại Úc và New Zealand).

## Lịch sử

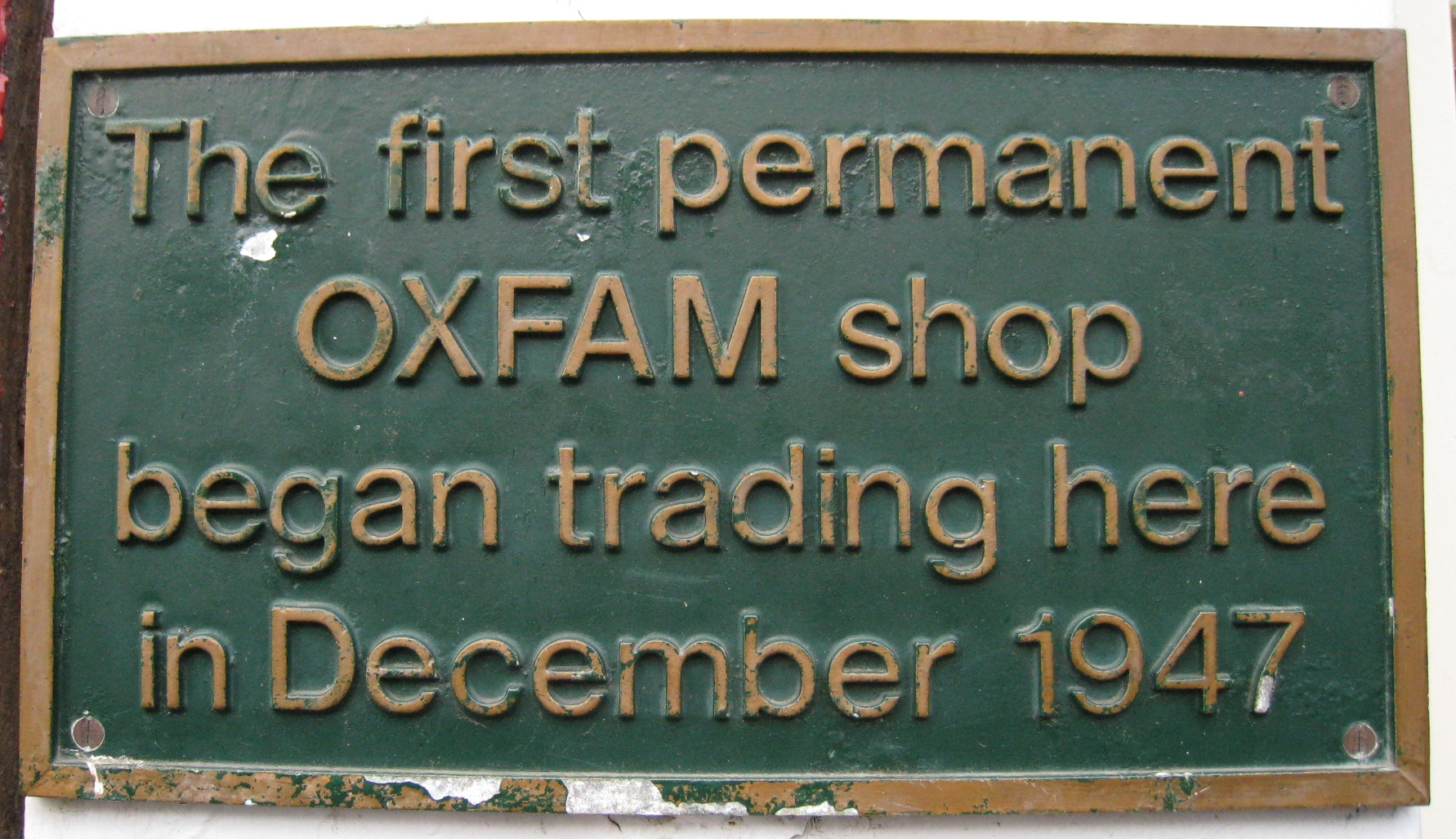
Bảng ở vào cửa hàng Oxfam ban đầu tại số 17 Broad Street, Oxford

Một trong những cửa hàng từ thiện sớm nhất được thành lập bởi Hội Người mù Wolverhampton (nay gọi là Trung tâm Người mù Beacon) vào năm 1899 để bán hàng hóa do người mù làm ra để quyên tiền cho Hội. Trong Thế chiến I, nhiều hoạt động gây quỹ khác nhau đã xảy ra, chẳng hạn như một khu chợ ở Chợ Shepherd, London, đã kiếm được 50.000 bảng cho Hội chữ thập đỏ.
Tuy nhiên, chính trong Thế chiến thứ hai, cửa hàng từ thiện đã trở nên phổ biến. Khu định cư của Đại học Edinburgh đã mở Shop Cửa hàng tiết kiệm cho mọi người 'trên Nicholson Place, Edinburgh vào năm 1937, Hội Chữ thập đỏ đã mở cửa hàng từ thiện đầu tiên tại 17 Old Bond Street, London vào năm 1941. Trong suốt thời gian của cuộc chiến, hơn hai trăm cửa hàng quà tặng của Hội Chữ thập đỏ Thường trực và khoảng 150 cửa hàng Chữ thập đỏ tạm thời đã được mở. Một điều kiện của giấy phép cửa hàng do Hội đồng Thương mại cấp là tất cả hàng hóa được chào bán đều là quà tặng. Mua để bán lại đã bị cấm. Toàn bộ số tiền bán hàng phải được chuyển cho Hội chữ thập đỏ của Công tước Gloucester hoặc Quỹ St John. Hầu hết các cơ sở đã được mượn miễn tiền thuê và trong một số trường hợp chủ sở hữu cũng đã giúp trang trải các chi phí sưởi ấm và chiếu sáng.
Cửa hàng từ thiện Oxfam đầu tiên ở Vương quốc Anh được thành lập bởi Cecil Jackson-Cole ở Broad Street, Oxford và bắt đầu giao dịch vào tháng 12 năm 1947 (mặc dù cửa hàng này không mở cửa cho đến tháng 2 năm 1948).

## Phổ biến

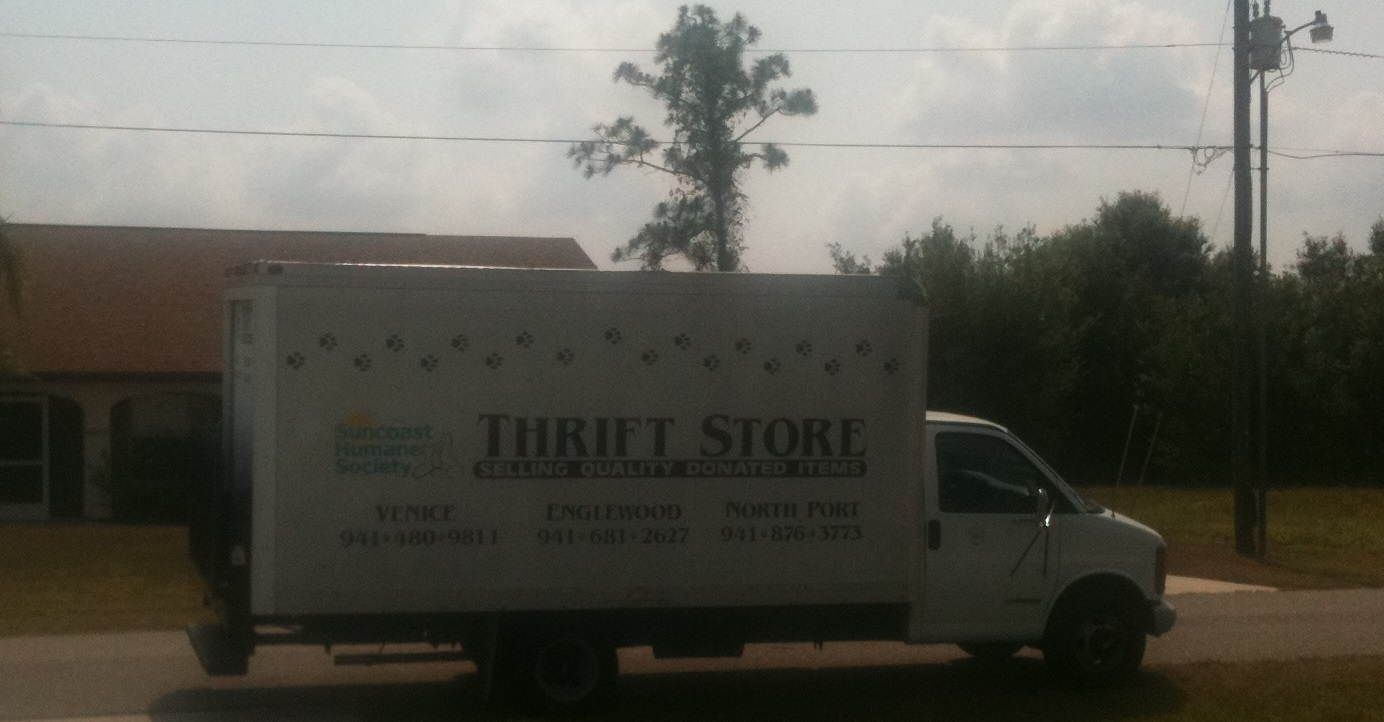
Xe tải được sử dụng bởi Cửa hàng tiết kiệm xã hội Suncoast để thu thập quyên góp ở Port Charlotte, Florida.

Cửa hàng từ thiện thường phổ biến với những người sống tiết kiệm. Ở Hoa Kỳ, mua sắm tại một cửa hàng từ thiện đã trở nên đủ phổ biến để kiếm một thuật ngữ tiếng lóng: tiết kiệm. Các nhà môi trường có thể thích mua hàng cũ vì điều này sử dụng ít tài nguyên thiên nhiên hơn và thường sẽ gây hại ít hơn cho môi trường so với việc mua hàng hóa mới, một phần vì hàng hóa thường được thu thập tại địa phương. Ngoài ra, tái sử dụng các vật dụng đã qua sử dụng là một hình thức tái chế, và do đó làm giảm lượng chất thải đi đến các bãi chôn lấp. Những người phản đối các cửa hàng mồ hôi thường mua quần áo cũ như một sự thay thế cho các công ty quần áo hỗ trợ với các thực hành đạo đức đáng ngờ. Những người mong muốn quần áo cổ điển đích thực thường mua sắm tại các cửa hàng tiết kiệm vì hầu hết quần áo được tặng là cũ và lỗi mốt, hoặc từ một người đã chết gần đây đã không cập nhật quần áo trong một thời gian dài. Mua sắm tại các cửa hàng tiết kiệm đã trở nên vô cùng phổ biến với những người trẻ tuổi. Nó đã trở thành một xu hướng trên nhiều kênh YouTube để tạo ra các video "tiết kiệm". Những người trẻ làm những video này có xu hướng mua sắm tại các cửa hàng tiết kiệm nhiều hơn vì thời trang hơn là giá cả.
Hàng cũ được coi là khá an toàn. Tổng cục Y tế Công cộng Nam Úc nói rằng rủi ro về sức khỏe khi mua quần áo đã qua sử dụng là rất thấp. Nó giải thích rằng giặt đồ mua trong nước nóng chỉ là một trong nhiều cách để loại bỏ nguy cơ mắc các bệnh truyền nhiễm.

## Bán hàng mới
Một số cửa hàng từ thiện, chẳng hạn như Quỹ Tim mạch Anh, cũng bán một loạt các hàng hóa mới có thể được gắn nhãn cho tổ chức từ thiện, hoặc có một số mối liên hệ với nguyên nhân từ thiện hỗ trợ. Các cửa hàng Oxfam, ví dụ, bán thực phẩm và hàng thủ công thương mại. Cửa hàng từ thiện có thể nhận hàng tồn do tích trữ quá nhiều hoặc hàng lỗi thời từ các doanh nghiệp phi lợi nhuận địa phương; các doanh nghiệp vì lợi nhuận được hưởng lợi bằng cách xóa bỏ thuế và xóa hàng hóa không mong muốn khỏi cửa hàng của họ thay vì vứt bỏ hàng hóa, điều này rất tốn kém.

## Cửa hàng từ thiện theo vùng

### Vương quốc Anh

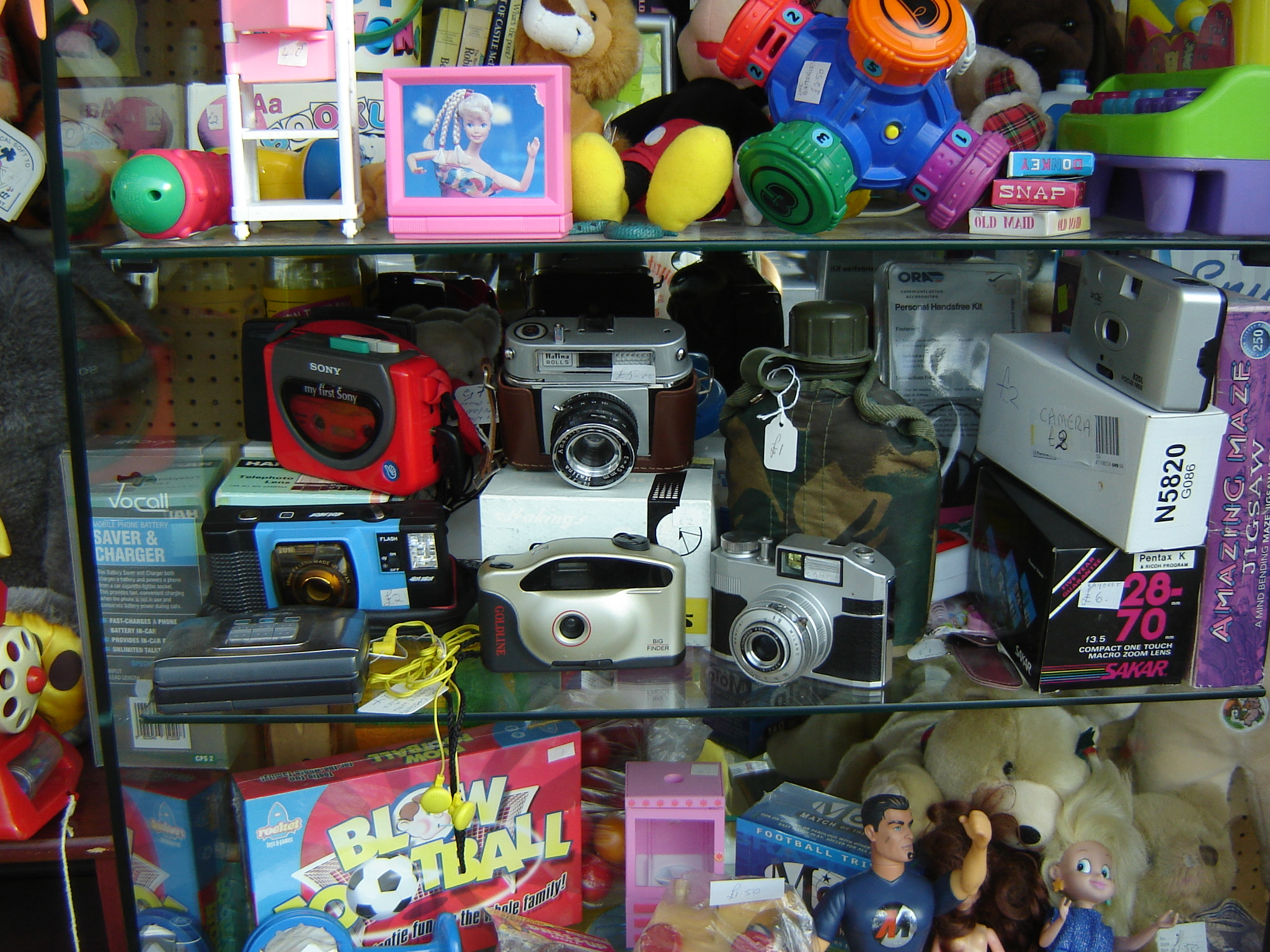
Cửa sổ trưng bày trong một cửa hàng từ thiện Vương quốc Anh.

Oxfam có số lượng cửa hàng từ thiện lớn nhất ở Anh với hơn 700 cửa hàng. Nhiều cửa hàng Oxfam cũng bán sách và tổ chức này hiện đang điều hành hơn 70 hiệu sách Oxfam chuyên nghiệp, khiến họ trở thành nhà bán lẻ sách cũ lớn nhất tại Vương quốc Anh. Các chi nhánh khác của Oxfam cũng có các cửa hàng, chẳng hạn như Jersey, Đức, Ireland (45 cửa hàng tại NI / ROI), Hà Lan và Hồng Kông. Các tổ chức từ thiện khác có sự hiện diện mạnh mẽ trên các đường phố cao ở Vương quốc Anh bao gồm Hội trẻ em, YMCA, Quỹ Tim mạch Anh, Barnardos, Nghiên cứu ung thư Vương quốc Anh, Nơi trú ẩn, Quỹ ung thư phổi Roy Castle, Age UK (trước đây là Mối quan tâm và giúp đỡ người già), Marie Curie Cancer Care, Norwood, Save the Children, Scope, PDSA, Naomi House Children Aidice và Sue Ryder Care. Nhiều nhà tế bần địa phương cũng điều hành các cửa hàng từ thiện để gây quỹ.
Có hơn 9.000 cửa hàng từ thiện ở Anh và Cộng hòa Ireland. Địa điểm của họ có thể được tìm thấy trên trang web của Hiệp hội bán lẻ từ thiện (CRA), cùng với thông tin về bán lẻ từ thiện, những gì cửa hàng có thể và không thể chấp nhận, v.v. CRA là một tổ chức thành viên cho các tổ chức từ thiện điều hành các cửa hàng. Các cửa hàng từ thiện của Anh chủ yếu là nhân viên của các tình nguyện viên không được trả lương, với một người quản lý cửa hàng trả tiền. Hàng hóa để bán chủ yếu là từ quyên góp - 87% theo ước tính chính thức. Quyên góp nên được đưa trực tiếp đến một cửa hàng từ thiện trong giờ mở cửa, vì hàng hóa để lại trên đường phố có thể bị đánh cắp hoặc bị hư hỏng bởi người qua đường hoặc thời tiết khắc nghiệt. Trong các khu vực đắt tiền, quyên góp bao gồm một tỷ lệ quần áo thiết kế chất lượng tốt và các cửa hàng từ thiện ở những khu vực này được tìm kiếm cho thời trang giảm giá.  'Các cửa hàng từ thiện tiêu chuẩn' bán hỗn hợp quần áo, sách, đồ chơi, video, DVD, âm nhạc (như đĩa CD, băng cassette và vinyl) và bric-a-brac (như dao kéo và đồ trang trí). Một số cửa hàng chuyên về một số lĩnh vực nhất định, như quần áo cổ điển, đồ nội thất, đồ điện hoặc hồ sơ.
Hầu như tất cả các cửa hàng từ thiện bán trên hàng dệt chưa bán của họ (tức là vải không hợp thời trang, bị ố hoặc bị hư hỏng) cho các nhà chế biến dệt may. Mỗi cửa hàng từ thiện tiết kiệm trung bình 40 tấn hàng dệt may mỗi năm, bằng cách bán chúng trong cửa hàng, hoặc chuyển chúng cho các thương nhân dệt may này để tái chế hoặc tái sử dụng. Tổng doanh thu này vào khoảng 363.000 tấn trên tất cả các cửa hàng từ thiện ở Anh; dựa trên giá trị thuế chôn lấp năm 2010 ở mức £ 48 mỗi tấn, giá trị hàng dệt được tái sử dụng hoặc thông qua để tái chế bởi các cửa hàng từ thiện về khoản tiết kiệm trong thuế chôn lấp là 17.424.000 pa  Gift Aid là một ưu đãi thuế của Vương quốc Anh cho các nhà tài trợ cá nhân trong đó, theo tuyên bố đã ký của tổ chức từ thiện, thuế thu nhập được trả cho các khoản đóng góp có thể được tổ chức từ thiện thu lại. Mặc dù ban đầu chỉ nhằm mục đích quyên góp tiền mặt, nhưng chương trình này (từ năm 2006) cho phép đánh thuế thu nhập từ các cửa hàng từ thiện đóng vai trò là đại lý cho nhà tài trợ được thu hồi.
Các cửa hàng từ thiện ở Anh được giảm bắt buộc 80% về thuế tài sản ngoài nhà tại cơ sở của họ, được tài trợ bởi chính quyền trung ương (không phải bởi người trả tiền địa phương) và là một minh họa cho sự hỗ trợ của họ cho lĩnh vực từ thiện và vai trò của các cửa hàng từ thiện trong việc gây quỹ tổ chức từ thiện. Các tổ chức từ thiện có thể nộp đơn xin giảm nhẹ tùy ý trên 20% còn lại, đây là nguồn chỉ trích thường xuyên từ các nhà bán lẻ phải trả đầy đủ.

### Châu Úc
Ở Úc, các chuỗi cửa hàng từ thiện quốc gia lớn bao gồm Cửa hàng St. Vincent de Paul Thrift (kinh doanh như Vinnies) điều hành 627 cửa hàng trên khắp nước Úc, Cửa hàng Anglicare, hiện đang hoạt động tại 19 địa điểm trên khắp Sydney và Illawarra cũng có nhiều địa điểm khác nhau Úc, Đội quân Cứu thế (buôn bán như Salvos), Hội chữ thập đỏ, MS Australia và Brotherhood of St. Laurence. Nhiều tổ chức từ thiện địa phương, cả tôn giáo và thế tục, điều hành các cửa hàng cơ hội. Phổ biến trong số này là các nhiệm vụ và nơi trú ẩn động vật.

### Hoa Kỳ
Tại Hoa Kỳ, các nhà điều hành cửa hàng từ thiện quốc gia lớn bao gồm Goodwill Industries, Value Village / Savers, Salvation Army, St. Vincent de Paul Thrift Store và ReStore  (do Habitat for Humanity điều hành). Các nhà khai thác khu vực bao gồm Deseret Industries ở miền Tây Hoa Kỳ và những người được điều hành bởi Cộng đồng Bethesda Lutheran ở Thượng Trung Tây. Nhiều tổ chức từ thiện địa phương, cả tôn giáo và thế tục, vận hành các cửa hàng tiết kiệm. Phổ biến trong số này là các nhiệm vụ, nhà của trẻ em, nơi trú ẩn vô gia cư và nơi trú ẩn động vật. Ngoài ra, một số cửa hàng từ thiện được điều hành bởi các nhà thờ như là địa điểm gây quỹ hỗ trợ các hoạt động và công việc truyền giáo.